# Mastomys natalensis
Mastomys natalensis es una especie de roedor de la familia Muridae. Es también conocido como "the Natal multimammate rat"; o sea, rata común africana, o rata africana de suave pelaje. 

## Distribución
Se puede encontrar en Angola, Benín, Botsuana, Burkina Faso, Burundi, Camerún, República Centro Africana, Chad, República del Congo, la República Democrática del Congo, Costa de Marfil, Guinea Ecuatorial, Etiopía, Gabón, Ghana, Guinea, Guinea-Bissau, Kenia, Lesoto, Malaui, Malí, Mauritania, Mozambique, Namibia, Níger, Nigeria, Ruanda, Senegal, Sierra Leona, Somalia, Sudáfrica, Sudán, Suazilandia, Tanzania, Togo, Uganda, Zambia y Zimbabue.

## Hábitat
Su hábitat natural se encuentra en regiones subtropicales o bosques tropicales secos, bosques de tierras bajas, tropicales y húmedas, sabanas, matorrales, arbustos, tierras cultivables, pastizales, jardines, áreas urbanas, zonas de irrigación y tierras inundadas.
Estas ratas viven muy cerca de los humanos y con frecuencia se encuentran cerca de las viviendas.
En 1972, el "Natal multimammate rat" fue identificada como el huésped natural del virus de la fiebre de Lassa.